# Diocèse de Benguela
Le diocèse de Benguela (en latin :  Dioecesis Benguelensis) est une circonscription de l'Église catholique de l'Angola, suffragant de l’archidiocèse de Huambo. Son siège est la cathédrale Notre-Dame de Fátima à Benguela.

## Histoire
Le diocèse de Benguela est érigé le 6 juin 1970 par le pape Paul VI à partir d’un territoire provenant de celui de Nova Lisboa. Il est d’abord suffragant de l'archidiocèse de Luanda. Il est ensuite intégré, le 3 février 1977, à la province ecclésiastique de l'archidiocèse de Huambo.

## Evêques de Benguela
- Armando Amaral Dos Santos : 6 juin 1970 - 14 octobre 1973 (décédé)
- Oscar Lino Lopes Fernandes Braga : 20 novembre 1974 - 18 février 2008 (retraite)
- Eugenio Dal Corso : 18 février 2008 - 26 mars 2018 (retraite)
- António Francisco Jaca : depuis le 26 mars 2018

## Sources
- Ressources relatives à la religion :   - Catholic Hierarchy
  - GCatholic.org